# 束草飛行場
束草飛行場（ソクチョひこうじょう、SOKCHO BASE）とは、大韓民国江原特別自治道襄陽郡にある軍用飛行場である。
2002年4月に襄陽国際空港が開港するまでは、この飛行場は官民共用であった。